# 松川駅
松川駅（まつかわえき）は、福島県福島市松川町字原にある、東日本旅客鉄道（JR東日本）・日本貨物鉄道（JR貨物）東北本線の駅である。

## 歴史
- 1887年（明治20年）12月15日：日本鉄道の駅として開業。一般駅[3]。
- 1906年（明治39年）11月1日：日本鉄道が国有化され、官設鉄道の駅となる[3]。
- 1909年（明治42年）10月12日：線路名称が制定され、東北本線所属駅となる。
- 1926年（大正15年）3月1日：川俣線が開業[4]。
- 1943年（昭和18年）9月1日：川俣線を休止[4]。
- 1946年（昭和21年）4月20日：川俣線が再開[4]。
- 1949年（昭和24年）8月17日：駅北方3キロメートル地点で松川事件が発生。
- 1950年（昭和25年）3月21日：松川事件で殉職した機関士の殉職之碑が建てられる。
- 1972年（昭和47年）5月14日：川俣線を廃止し[4]、代替の国鉄バス川俣線が開業[新聞 1]。
- 1978年（昭和53年）9月10日：専用線発着の車扱貨物以外の貨物の取り扱いを廃止[3]。
- 1982年（昭和57年）11月1日：専用線発着の車扱貨物を廃止[3]。
- 1987年（昭和62年）
  - 3月31日：専用線発着の車扱貨物の取り扱いを再開[3]。
  - 4月1日：国鉄分割民営化に伴い、東日本旅客鉄道（JR東日本）の駅となる[3]。
- 2005年（平成17年）4月1日：JRバス東北川俣線を廃止。代替として福島市・飯野町・川俣町の共同出資による自治体バス、川俣松川線が運行を開始。
- 2009年（平成21年）3月14日：ICカード「Suica」の利用が可能となる[報道 1]。
- 2015年（平成27年）3月20日：駅舎建替工事が完了し、新駅舎の営業を開始[報道 2][新聞 2]。同年3月29日に完成式典を実施[報道 2][新聞 2]。
- 2024年（令和6年）10月1日：えきねっとQチケのサービスを開始[1][報道 3]。

## 駅構造
島式ホーム1面2線、単式ホーム1面1線、計2面3線のホームを有する地上駅である。1・3番線が本線、2番線が待避線（副本線）となっている。駅舎と互いのホームは跨線橋で連絡している。
福島統括センター（福島駅）管理の業務委託駅（JR東日本東北総合サービス委託）である。構内には窓口、自動券売機、簡易Suica改札機などがある。
夜間留置は行わず、当駅止まりの最終列車は福島駅まで回送で戻る。

### のりば
| 番線 | 路線      | 方向     | 行先     |
| ---- | --------- | -------- | -------- |
| 1    | ■東北本線 | 上り     | 郡山方面 |
| 2    | ■東北本線 | 上り     | 郡山方面 |
| 下り | ■東北本線 | 福島方面 |          |
| 下り | ■東北本線 | 福島方面 | 3        |

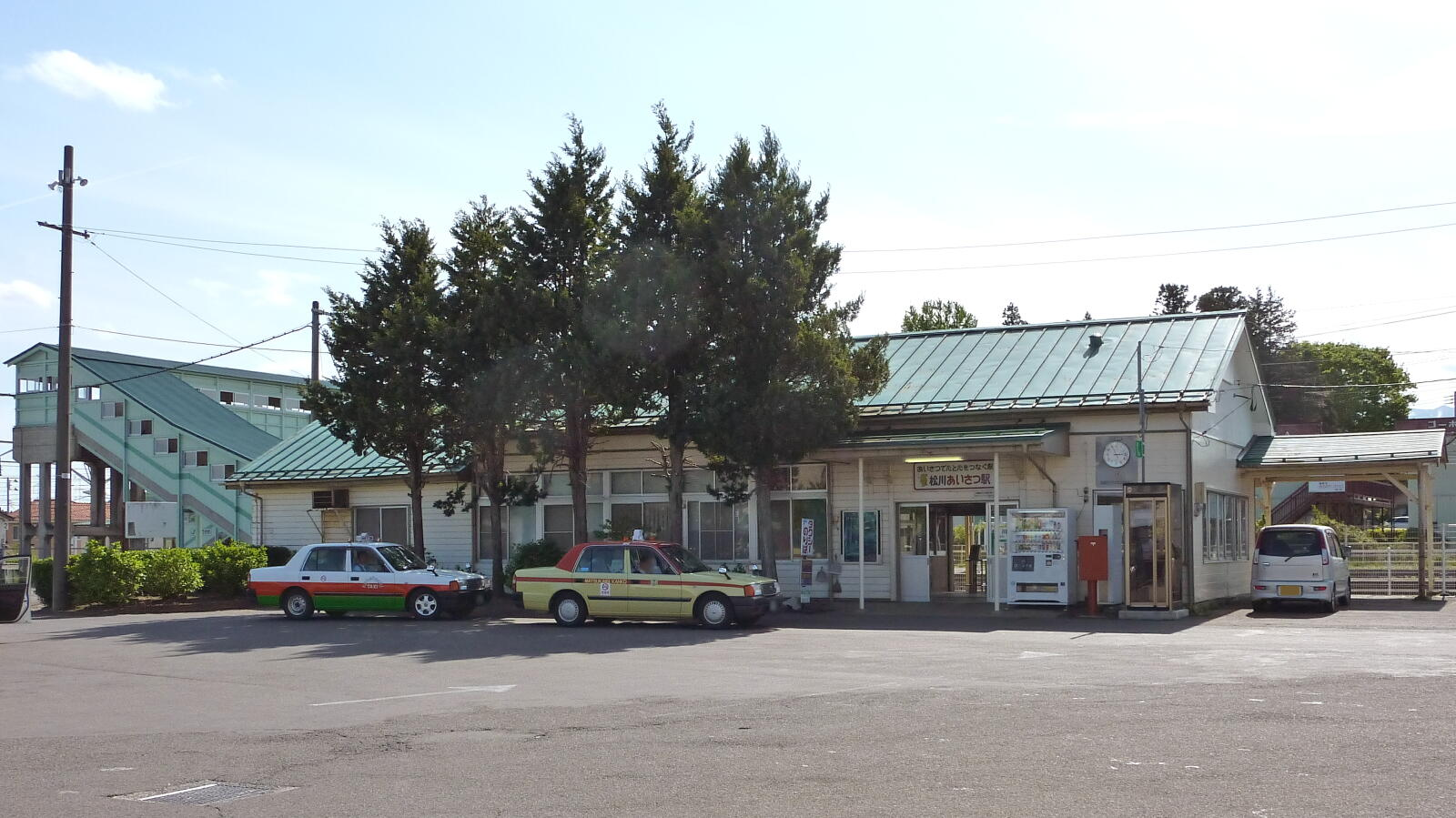
旧駅舎（2009年5月）
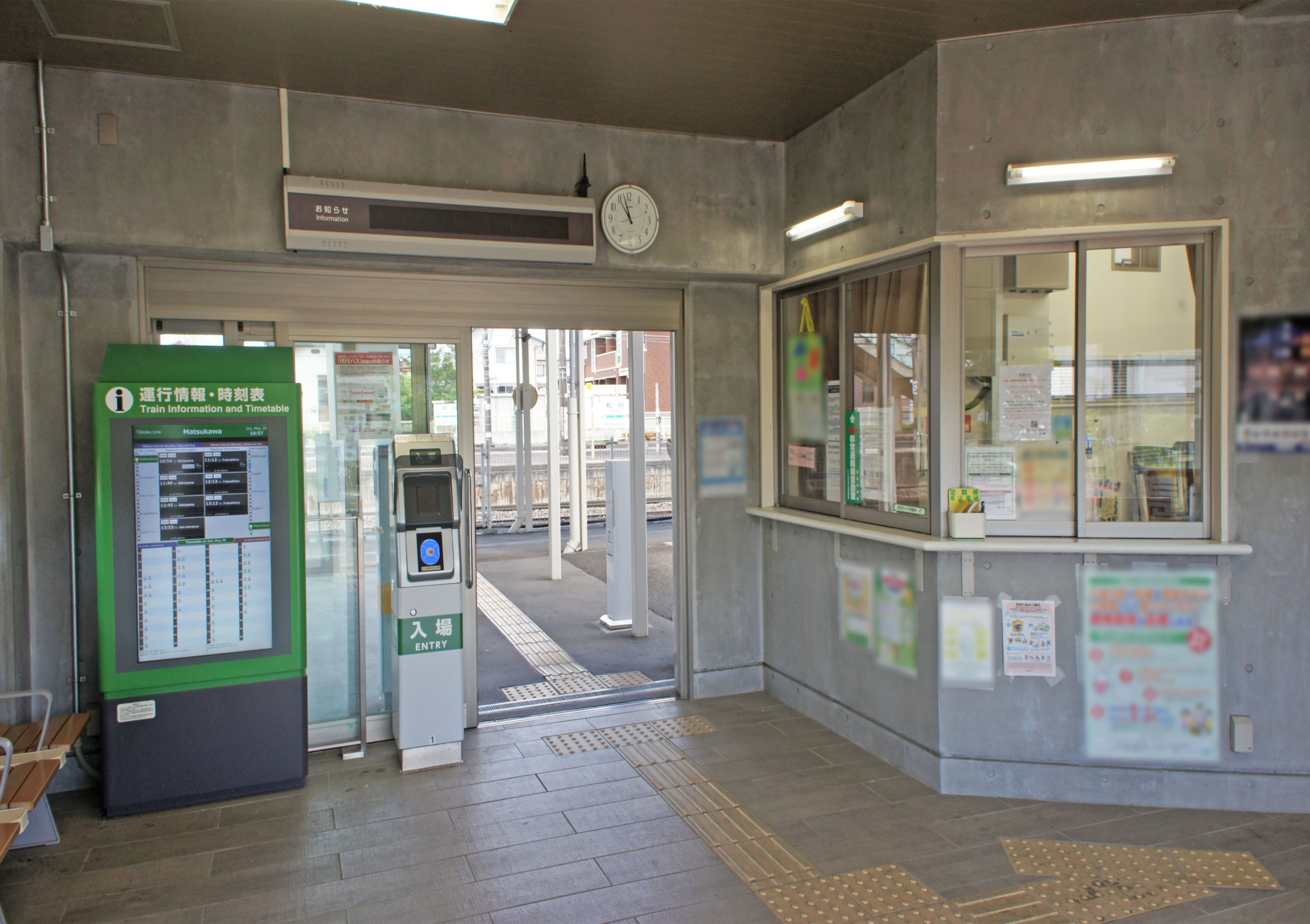
改札口（2022年5月）
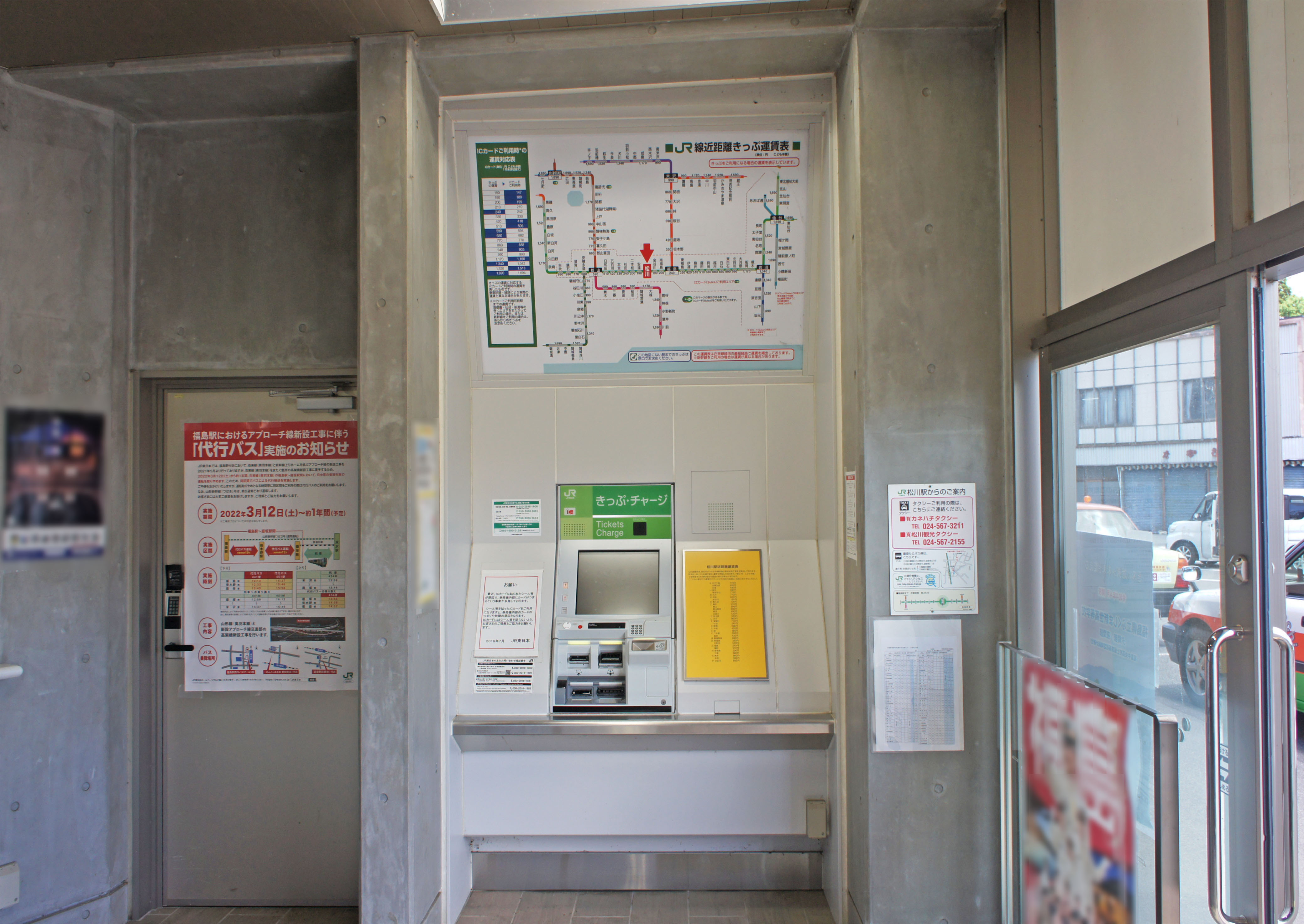
自動券売機（2022年5月）
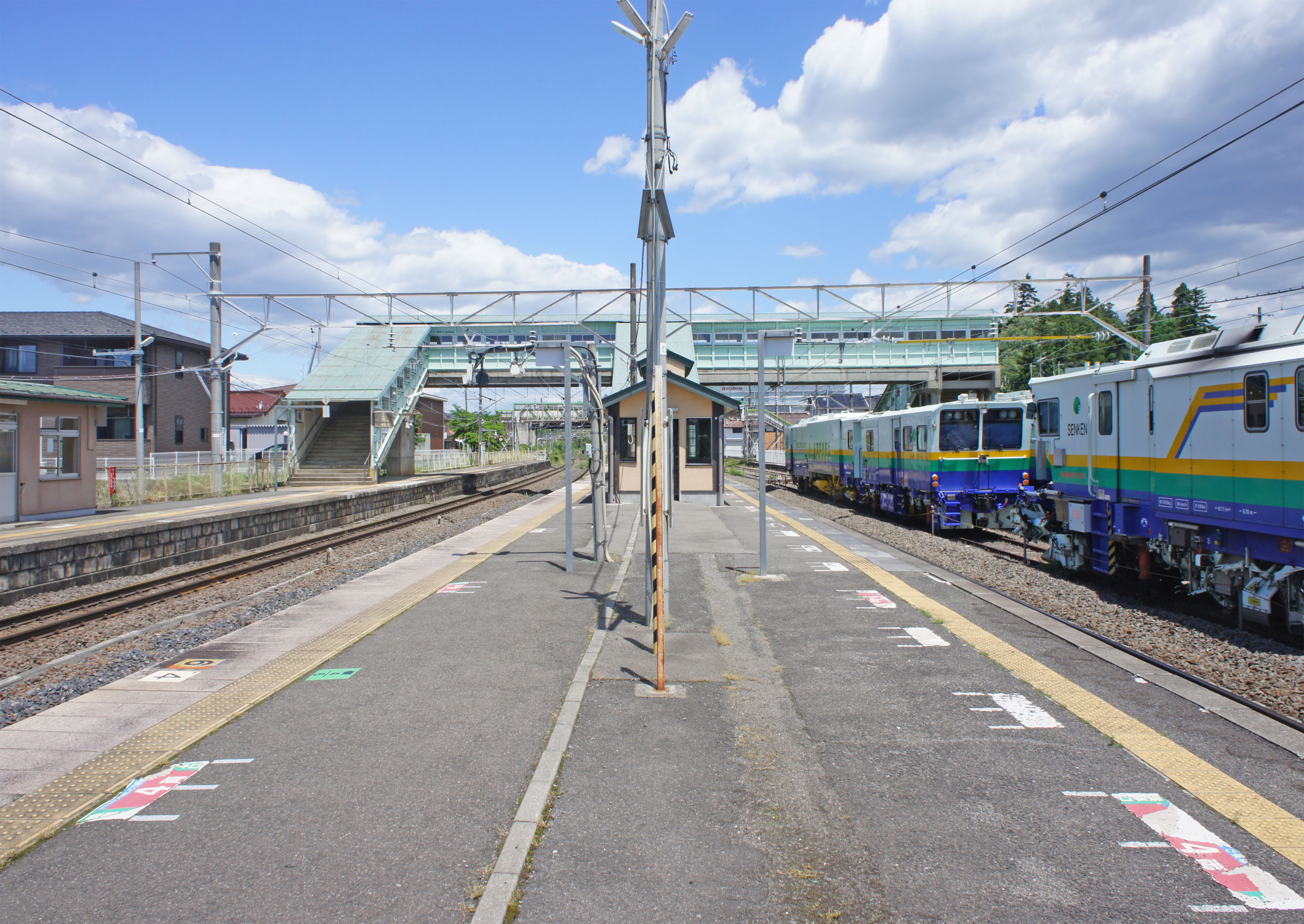
1・2番線ホーム（2022年5月）
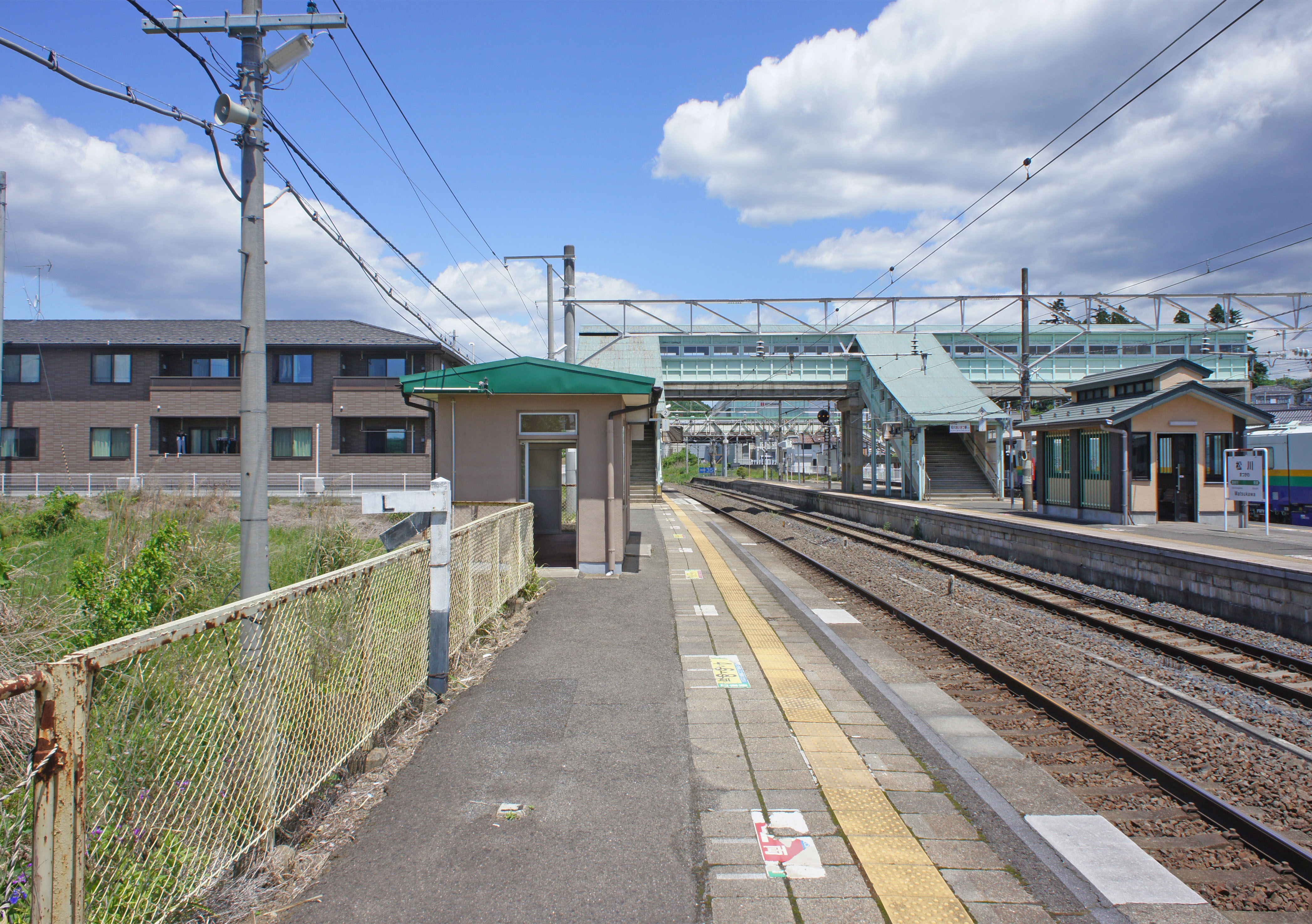
3番線ホーム（2022年5月）

### 貨物取扱・専用線
JR貨物の駅は車扱貨物の臨時取扱駅となっており、定期貨物列車の発着はない。しかし、大物車で変圧器などを輸送する特大貨物輸送列車がまれに発着することがあり、特大貨物が発着する北芝電機天王原工場へ続く専用線が駅に接続している。この専用線は、かつての川俣線の線路の一部が残されたものである。
東北新幹線開業前までは、当駅でも定期貨物の扱いがあった。

## 利用状況
JR東日本によると、2023年度（令和5年度）の1日平均乗車人員は852人である。
2000年度（平成12年度）以降の推移は以下のとおりである。
| 1日平均乗車人員推移 | 1日平均乗車人員推移 | 1日平均乗車人員推移 | 1日平均乗車人員推移 | 1日平均乗車人員推移 |
| 年度                | 定期外              | 定期                | 合計                | 出典                |
| ------------------- | ------------------- | ------------------- | ------------------- | ------------------- |
| 2000年（平成12年）  |                     |                     | 1,364               | [ 利用客数 2 ]      |
| 2001年（平成13年）  |                     |                     | 1,324               | [ 利用客数 3 ]      |
| 2002年（平成14年）  |                     |                     | 1,293               | [ 利用客数 4 ]      |
| 2003年（平成15年）  |                     |                     | 1,281               | [ 利用客数 5 ]      |
| 2004年（平成16年）  |                     |                     | 1,267               | [ 利用客数 6 ]      |
| 2005年（平成17年）  |                     |                     | 1,201               | [ 利用客数 7 ]      |
| 2006年（平成18年）  |                     |                     | 1,192               | [ 利用客数 8 ]      |
| 2007年（平成19年）  |                     |                     | 1,159               | [ 利用客数 9 ]      |
| 2008年（平成20年）  |                     |                     | 1,168               | [ 利用客数 10 ]     |
| 2009年（平成21年）  |                     |                     | 1,146               | [ 利用客数 11 ]     |
| 2010年（平成22年）  |                     |                     | 1,170               | [ 利用客数 12 ]     |
| 2011年（平成23年）  |                     |                     | 1,162               | [ 利用客数 13 ]     |
| 2012年（平成24年）  | 297                 | 897                 | 1.194               | [ 利用客数 14 ]     |
| 2013年（平成25年）  | 304                 | 879                 | 1,184               | [ 利用客数 15 ]     |
| 2014年（平成26年）  | 299                 | 837                 | 1,137               | [ 利用客数 16 ]     |
| 2015年（平成27年）  | 303                 | 862                 | 1,165               | [ 利用客数 17 ]     |
| 2016年（平成28年）  | 292                 | 846                 | 1,138               | [ 利用客数 18 ]     |
| 2017年（平成29年）  | 283                 | 839                 | 1,122               | [ 利用客数 19 ]     |
| 2018年（平成30年）  | 291                 | 828                 | 1,119               | [ 利用客数 20 ]     |
| 2019年（令和元年）  | 273                 | 813                 | 1,086               | [ 利用客数 21 ]     |
| 2020年（令和02年）  | 149                 | 689                 | 838                 | [ 利用客数 22 ]     |
| 2021年（令和03年）  | 153                 | 674                 | 828                 | [ 利用客数 23 ]     |
| 2022年（令和04年）  | 181                 | 643                 | 825                 | [ 利用客数 24 ]     |
| 2023年（令和05年）  | 212                 | 640                 | 852                 | [ 利用客数 1 ]      |

## 駅周辺
- 国道4号
- 福島県道52号土湯温泉線
- 福島県道147号松川渋川線
- 福島県道192号松川停車場戸ノ内線
- 水原川
- 松川郵便局
- 北芝電機本社
- 福島信用金庫松川支店
- 土合舘公園

## バス路線
「松川駅前」停留所にて、福島交通（福島支社）や川俣町福島市自治体バスが運行する路線が発着する。
- 福島交通
  - 医大・水原線：水原 - 日曜・祝日・年末年始は運休[6]
- 川俣町福島市自治体バス（カネハチタクシー委託）
  - 川俣松川線：川俣高校前[7]

## 隣の駅
東日本旅客鉄道（JR東日本）
■東北本線
安達駅 - 松川駅 - 金谷川駅

### 記事本文

#### 報道発表資料
1. ↑  『Suicaをご利用いただけるエリアが広がります。』（PDF）（プレスリリース）東日本旅客鉄道、2008年12月22日。オリジナルの2020年5月18日時点におけるアーカイブ。2020年5月18日閲覧。
2. 1 2  『東北本線「松川駅」・「福島駅」オープニングセレモニーの開催について』（PDF）（プレスリリース）東日本旅客鉄道仙台支社、2015年3月17日。オリジナルの2020年5月18日時点におけるアーカイブ。2020年5月18日閲覧。
3. ↑  『Suicaエリア外もチケットレスで! 東北エリアから「えきねっとQチケ」がはじまります』（PDF）（プレスリリース）東日本旅客鉄道、2024年7月11日。オリジナルの2024年7月11日時点におけるアーカイブ。2024年8月1日閲覧。

#### 新聞記事
1. ↑  「1972（昭和47）年5月13日 川俣腺が哀愁の終着 「福島県 今日は何の日」」『福島民報』2022年5月13日。オリジナルの2022年6月22日時点におけるアーカイブ。2022年6月22日閲覧。
2. 1 2  「“レンガ調駅舎”お目見え JR福島駅・東口の改修完了」『福島民友新聞』福島民友新聞社、2015年3月21日。

### 利用状況
1. 1 2  “各駅の乗車人員（2023年度）”.   東日本旅客鉄道. 2024年7月22日閲覧。
2. ↑  “各駅の乗車人員（2000年度）”.   東日本旅客鉄道. 2019年2月12日閲覧。
3. ↑  “各駅の乗車人員（2001年度）”.   東日本旅客鉄道. 2019年2月12日閲覧。
4. ↑  “各駅の乗車人員（2002年度）”.   東日本旅客鉄道. 2019年2月12日閲覧。
5. ↑  “各駅の乗車人員（2003年度）”.   東日本旅客鉄道. 2019年2月12日閲覧。
6. ↑  “各駅の乗車人員（2004年度）”.   東日本旅客鉄道. 2019年2月12日閲覧。
7. ↑  “各駅の乗車人員（2005年度）”.   東日本旅客鉄道. 2019年2月12日閲覧。
8. ↑  “各駅の乗車人員（2006年度）”.   東日本旅客鉄道. 2019年2月12日閲覧。
9. ↑  “各駅の乗車人員（2007年度）”.   東日本旅客鉄道. 2019年2月12日閲覧。
10. ↑  “各駅の乗車人員（2008年度）”.   東日本旅客鉄道. 2019年2月12日閲覧。
11. ↑  “各駅の乗車人員（2009年度）”.   東日本旅客鉄道. 2019年2月12日閲覧。
12. ↑  “各駅の乗車人員（2010年度）”.   東日本旅客鉄道. 2019年2月12日閲覧。
13. ↑  “各駅の乗車人員（2011年度）”.   東日本旅客鉄道. 2019年2月12日閲覧。
14. ↑  “各駅の乗車人員（2012年度）”.   東日本旅客鉄道. 2019年2月12日閲覧。
15. ↑  “各駅の乗車人員（2013年度）”.   東日本旅客鉄道. 2019年2月12日閲覧。
16. ↑  “各駅の乗車人員（2014年度）”.   東日本旅客鉄道. 2019年2月12日閲覧。
17. ↑  “各駅の乗車人員（2015年度）”.   東日本旅客鉄道. 2019年2月12日閲覧。
18. ↑  “各駅の乗車人員（2016年度）”.   東日本旅客鉄道. 2019年2月12日閲覧。
19. ↑  “各駅の乗車人員（2017年度）”.   東日本旅客鉄道. 2018年7月9日閲覧。
20. ↑  “各駅の乗車人員（2018年度）”.   東日本旅客鉄道. 2019年7月11日閲覧。
21. ↑  “各駅の乗車人員（2019年度）”.   東日本旅客鉄道. 2020年7月10日閲覧。
22. ↑  “各駅の乗車人員（2020年度）”.   東日本旅客鉄道. 2021年7月22日閲覧。
23. ↑  “各駅の乗車人員（2021年度）”.   東日本旅客鉄道. 2022年8月5日閲覧。
24. ↑  “各駅の乗車人員（2022年度）”.   東日本旅客鉄道. 2023年7月12日閲覧。